# Ronnie Van Zant
 (septembre 2024).
Si vous disposez d'ouvrages ou d'articles de référence ou si vous connaissez des sites web de qualité traitant du thème abordé ici, merci de compléter l'article en donnant les références utiles à sa vérifiabilité et en les liant à la section « Notes et références ».
Ronnie Van Zant (15 janvier 1948 – 20 octobre 1977) était le chanteur, le parolier et le fondateur du groupe américain de rock sudiste Lynyrd Skynyrd. Il est le frère aîné de Donnie Van Zant, fondateur et chanteur du groupe .38 Special, et du chanteur de rock sudiste Johnny Van Zant et cousin de Jimmie Van Zant également chanteur.

## Biographie
Né et élevé à Jacksonville, en Floride, Van Zant créa son groupe durant l'été 1964 avec des amis fréquentant la même école : Allen Collins (guitare), Gary Rossington (guitare), Larry Junstrom (en) (basse), et Bob Burns (batterie).
Le succès national du groupe débuta en 1973 avec la sortie de leur premier album, (pronounced 'lĕh-'nérd 'skin-'nérd), dont la dernière chanson, "Free Bird", est un hommage à Duane Allman, membre du groupe The Allman Brothers Band et ami de Van Zant, qui venait de décéder.
Le plus gros succès de Lynyrd Skynyrd, Sweet Home Alabama, était une chanson en réponse à deux morceaux de Neil Young, Alabama et Southern Man (en). Beaucoup pensent que Van Zant et Young étaient rivaux parce que Ronnie Van Zant maîtrisait l'ironie, d'autres pensent que les deux étaient fans l'un de l'autre. Ronnie Van Zant déclara dans une interview que la chanson était ironique, que Ed King et lui l'ont écrite pour rire, en s'inspirant de leur idole, Neil Young. 
Par ailleurs Ronnie se dit contre les armes aux États-Unis, et rêvait de jouer au Madison Square Garden, à New York, ce qui rompt avec son image sudiste. 
Le 20 octobre 1977, l'avion qui transportait le groupe, alors en tournée, de Greenville en Caroline du Sud vers Baton Rouge en Louisiane, s'écrasa près de Gillsburg, dans le Mississippi. L'accident coûta la vie à Ronnie Van Zant, ainsi qu'à Steve Gaines et Cassie Gaines, Dean Kilpatrick, le pilote Walter McCreary et le copilote William Gray. Les autres membres du groupe, malgré de graves blessures, s'en tirèrent.
Le frère cadet de Ronnie, Johnny, reprit la place de chanteur quand Lynyrd Skynyrd se reforma en 1987.
Ronnie Van Zant fut enterré à Orange Park, en Floride, en 1977, mais fut déplacé à un endroit non révélé après des actes de vandalisme sur sa tombe et celle de Steve Gaines le 29 juin 2000.  
L'épisode 8 de la saison 1 de la série Roadies, appelée en anglais "The All-Night Bus Ride" est dédiée a Van Zant et au groupe.